# Trimalaconothrus pilipes
Trimalaconothrus pilipes är en kvalsterart som beskrevs av Rainer Willmann 1933. Trimalaconothrus pilipes ingår i släktet Trimalaconothrus och familjen Malaconothridae. Inga underarter finns listade i Catalogue of Life.